# جبال أثلب
جبال أثلب يقع الجبل في الشمال الشرقي من موقع مدائن صالح، ويحيط به فضاء واسع، ولهذا الموقع طريق ضيق يسمى (السيق)، ونحت داخل الصخرة صالة كبيرة مفتوحة تُسّمى الديوان، ومحاطة بعمودين وبعض المصطبات الحجرية على الجدران الثلاثة الداخلية، وهذه الغرفة باردة بشكل لطيف إذ تهب النسمات العليلة هناك دومًا، ولأن واجهتها شمالية فلا تدخلها الشمس، ويوحي المكان بشعور عميق بالأمن والهدوء، مما يجعل المكان مهيباً بشكل كبير، ويمنح تسلق جبل إثلب منظراً خلاباً على مدائن صالح.

## قصر البنت
يوجد بالمدائن «قصر البنت» الذي رسمت عليه حيتان داخل شكل مثلث لتمثل حارس القبر، وهو مثال للتأثير اليوناني على الفن النبطي، وتم التوقف فجأة عن إكمال بناء هذا القبر، مما يوحي بتقنيات البناء الذي كان من الأعلى إلى الأسفل، وهناك وردية على هذا المدخل ونظرائه تمثل طبقاً مزخرفاً يستخدم في المناسبات الدينية، مما يدل على أن هذه المباني قبور.

## قصر الفريد
يعد «القصر الفريد» أشهر المقابر النبطية في الحجر، ومن أجمل المقابر النبطية عامة إذ يتميز بواجهة شمالية كبيرة جداً، وسمي بالفريد لانفراده بكتلة صخرية مستقلة، وكذلك لاختلاف واجهته الكبيرة عن المقابر الأخرى في «مدائن صالح», ويلاحظ دقة النحت وجماله في الواجهة، وعلى الرغم من هذا الجمال إلا أن القصر الفريد غير مكتمل النحت، حيث إنه لم يكتمل العمل في أسفل الثلث الأخير، وقد بني هذا القصر لشخص اسمه حيان بن كوزا